# Lee Unkrich
Lee Edward Unkrich (Cleveland, Ohio, Estados Unidos, 8 de agosto de 1967) es un director de cine y montador estadounidense.
Se graduó en la Universidad del Sur de California en 1990 y en 1994 comenzó a trabajar como montajista en la productora de películas de animación Pixar. Tras haber codirigido tres películas de Pixar, Toy Story 2, Monsters, Inc. y Buscando a Nemo, debutó como director con  Toy Story 3. En 2017 estrenó Coco.
Es miembro del American Cinema Editors. Está casado con Laura Century, con quien tiene tres hijos: Hannah, Alice, y Max.
El 18 de enero de 2019 anunció públicamente en su cuenta oficial de Twitter que dejaba de trabajar en Pixar. También le dijo a The Hollywood Reporter que “no me marcho para hacer películas en otro estudio; busco pasar mucho tiempo necesario con mi familia y perseguir intereses que tengo desde hace tiempo”.
Él también tuiteó la carta de despedida que escribió a sus compañeros de trabajo en Pixar.

## Filmografía

### Televisión
- Silk Stalkings (serie de televisión, 1991, director, montador)

### Películas
- Toy Story (1995, montador)
- A Bug's Life (1998, montador)
- Toy Story 2 (1999, codirector, montador, voz)
- Monsters, Inc. (2001, codirector, montador)
- Buscando a Nemo (2003, codirector, montador)
- Cars (2006, montador)
- Ratatouille (2007, montador)
- Toy Story 3 (2010, director, guionista, voz)
- Monsters University (2013, productor ejecutivo)
- The Good Dinosaur (2015, productor ejecutivo)
- Coco (2017, director, guionista)
- Coco 2 (2029, director)[5]

## Premios y nominaciones
Premios Óscar
| Año  | Categoría                   | Película     | Resultado |
| ---- | --------------------------- | ------------ | --------- |
| 2011 | Mejor guion adaptado        | 'Toy Story 3 | Nominado  |
| 2011 | Mejor película de animación | 'Toy Story 3 | Ganador   |
| 2018 | Mejor película de animación | Coco         | Ganador   |